# Гинзбург, Лев Самойлович
Лев Само́йлович Ги́нзбург (1879—1933) — русский и советский литературовед, историк литературы, филолог, публицист и педагог.

## Биография
Кандидат филологических наук Императорского Московского университета. Владел книжным магазином и издательством «Л. С. Гинзбург» в Екатеринославе. Преподавал русский язык и словесность в Реальном училище Ф. Д. Дмитриева (впоследствии Курсы инженеров путей сообщения Ф. Д. Дмитриева), затем в Московском университете.
Автор филологических трудов по различным вопросам русской словесности, учебных пособий по русской литературе, латинскому языку, публицистических работ; собирал материалы о влиянии А. С. Пушкина на русскую поэзию и музыку. Разработанная им хрестоматия по русской литературе выдержала в советское время множество переизданий.
В 1905 году основал книгоиздательство «Набат» (вскоре закрытое), которое в 1917 году получило аккредитацию Комиссариата по регистрации произведений печати в Москве и действовало до 1930 года. В 1920-е годы занимался обработкой неизданных материалов издательства и их публикацией отдельными сборниками «Материалы из портфеля редакции Московского книгоиздательства „Набат“».
Жил в Кривоколенном переулке, дом № 4.

## Семья
- Брат — Иосиф Самуилович Гинзбург (1883—1920), врач, заведовал Еврейской больницей в Мариуполе[3].
- Дочь — Татьяна Львовна Крейндлина.
- Сын — Виктор, провёл более 20 лет в лагерях ГУЛАГа[4].
- Племянники — поэт, драматург, автор-исполнитель песен Александр Галич[5][6]; кинооператор Валерий Гинзбург; театральный режиссёр и педагог Александр Гинзбург.

## Публикации
- Краткий курс латинского синтаксиса / Лев Гинзбург, канд. филол. наук Моск. ун-та. М.: Книжный магазин В. В. Думнова, п/ф Наследники братьев Салаевых, 1909. — 44 с.
- Цари Романовы в русской поэзии / Лев Гинзбург, преп. рус. яз. и словесности в Реал. уч-ще Ф. Д. Дмитриева. М.: Типография товарищества И. Д. Сытина, 1913. — 80 с.
- Книга царей: Цари Романовы в русской поэзии. Хрестоматия к юбилею державного дома Романовых, 1613—1913. М.: Товарищество И. Д. Сытина, 1913. — 300 с.
- Что прочесть? Книга для подготовки к русскому сочинению, рекомендуемая лицам, готовящимся к конкурсным экзаменам в специальные высшие учебные заведения / Сост. преп. Курсов Л. С. Гинзбург; Курсы инж. пут. сообщ. Ф. Дмитриева. М.: Издание Курсов Инженеров путей сообщения Ф. Дмитриева, 1915. — 7 с.
- Теория словесности как наука и как предмет преподавания. М.: Типография Г. Лисснер и Д. Собко, 1916. — 15 с.
- Евреи в России: Странички из недавнего прошлого. — 2-е изд., переработ. и доп. М.: Труд и воля, 1917. — 72 с.
- Свобода совести и религиозные гонения. М.: Набат, 1917. — 46 с.
- Хрестоматия по литературе / Составили Л. С. Гинзбург, Е. А. Сидоров, А. Б. Шапиро, С. В. Шувалов. Л.: Государственное издательство, 1925; 3-е изд. — М.—Л.: ОГИЗ, 1927; 7-е изд. — М.—Л.: ОГИЗ, 1930—1931; 9-е изд. — М.: ОГИЗ — Государственное учебно-педагогическое издательство, 1931.